# Célia Pecegueiro
Célia Maria da Silva Pecegueiro (1980, Canhas, Ponta do Sol), grafado frequentemente Pessegueiro na imprensa, é uma política portuguesa, militante do Partido Socialista (PS) e, atualmente, presidente da Câmara Municipal da Ponta do Sol, na Região Autónoma da Madeira.

## Biografia
É licenciada em Línguas e Literaturas Clássicas e Portuguesa pela Universidade da Madeira e editora e organizadora de eventos culturais.
Pessegueiro foi a primeira mulher líder de uma juventude partidária na Madeira (a secção regional da Juventude Socialista, de 2002 a 2008), e a primeira mulher eleita presidente de uma câmara municipal naquela região autónoma, nas eleições autárquicas de 2017 (já antes houvera duas mulheres presidentes de câmara mas ambas em substituição do antecessor). Foi ainda deputada à Assembleia Legislativa da Região Autónoma da Madeira e vereadora municipal na Ponta do Sol. Em 2018, exercia igualmente como vogal do conselho executivo da Associação de Municípios da Região Autónoma da Madeira.
Em 2018 participou nas Jornadas Autárquicas das Regiões da Macaronésia, em Cabo Verde, evento que contou com vários representantes da Associação de Municípios dos Açores, das Canárias e de Cabo Verde. Nesse ano, manifestou-se contra a instalação de um centro de piscicultura na Ponta do Sol, processo que gerou uma considerável celeuma, tendo chegado a ser aberta uma petição pública contra aquele empreendimento, que juntou mais de uma meia centena de assinaturas. A autarca justificou a sua oposição devido à caducação da licença do concessionário, e por considerar esta estrutura como «danosa dos interesses da Ponta do Sol e dos ponta-solenses. Um Concelho que tem merecido vários investimentos hoteleiros, de alojamento local e outros na área do turismo, para além das atividades náuticas de lazer, não pode ter este revés no seu desenvolvimento». Acrescentou ainda que iria colocar em risco «o investimento que anualmente a Câmara faz nas zonas balneares, essenciais à atividade económica e ao fomento do emprego». Em resposta, o secretário regional da Agricultura e Pescas, Humberto Vasconcelos, explicou que as duas unidades de aquicultura não iriam ter «qualquer impacto» visual, devido à sua localização, a cerca de quatro quilómetros da costa, e denunciou a oposição da autarquia como «uma questão claramente política». Recordou igualmente que o Plano de Ordenamento da Aquicultura da Região Autónoma da Madeira foi aprovado em 2016, e que Célia Pessegueiro «nunca participou» na discussão pública sobre estes planos, embora tivesse conhecimento da «existência das zonas e dos investimentos previstos», e salientou que «este projecto foi considerado de interesse nacional, o que demonstra a sua importância para a economia». Estes argumentos foram rebatidos por Célia Pessegueiro, que afirmou que «o Senhor Secretário falta à verdade, quando afirma que a infraestrutura fica a 2 milhas da Costa (3704 m), enquanto a documentação oficial e o que é visível da costa contrariam estas declarações. [...] Como vereadora da oposição contribuí decisivamente para que o primeiro parecer sobre este assunto emitido pela Câmara Municipal da Ponta do Sol, em 15-02-2017, fosse negativo, tendo sido votado por unanimidade. Um mês e meio depois, a então maioria PSD na Câmara decidiu emitir parecer positivo, o que não teve a minha concordância. Para concluir, não queira o Governo Regional transformar preocupações legítimas dos pontassolenses e desta Câmara Municipal num caso de diversão. Não menorize assuntos que são de extrema importância para a Ponta do Sol.
Em 2019, Célia Pecegueiro fez uma comunicação no painel sobre a Modernização Administrativa e Smart Cities, durante as XVI Jornadas Autárquicas das Regiões Ultraperiféricas da União Europeia e Cabo Verde, na cidade de Lagoa, nos Açores. Numa entrevista ao Diário de Notícias em Agosto de 2021, condenou o ambiente político no arquipélago, tendo afirmado que «voltámos aos tempos do achincalhamento, das ofensas e das atitudes arrogantes», e que só voltaria a existir democracia de qualidade após uma mudança de governo e de maioria na Madeira. Em Agosto de 2022, exigiu ao governo regional da Madeira que fizesse na Estrada dos Anjos as mesmas intervenções que foram feitas na via marginal da Calheta e na estrada entre a Tábua e a Ribeira Brava, e que custaram vários milhões de Euros. Também criticou a forma como a estrada foi entregue pelo estado à autarquia em más condições de conservação, e nunca mostrou interesse em melhorar esta situação, pelo que avançou a hipótese de devolver aquela via ao governo.
O seu mandato como presidente da Câmara Municipal da ponta do Sol foi alvo de críticas por parte do Grupo Parlamentar do Partido Social Democrata da Madeira, tendo por exemplo o deputado Gualberto Fernandes classificado a sua conduta como «prepotente e desmedida» na distribuição das verbas em 2019 para várias instituições sociais e culturais do concelho. Acusaram-na de ter reduzido as verbas às instituições cuja coordenação estava a ser feita por «pessoas próximas do PSD», como a Casa do Povo e a Banda de Música. Gualberto Fernandes comentou que Célia Pessegueiro estava «a fazer aos pontassolenses, aquilo que António Cosa está a fazer à Madeira. Isto é inconcebível».
Em 2 de Dezembro de 2021, foi aprovado o conjunto das Grandes Opções do Plano (GOP) e o Orçamento para 2022, tendo Célia Pecegueiro explicado que o novo orçamento foi organizado de forma a «não o tornar predominantemente assistencialista, embora uma parte considerável continue a ser dirigida para o apoio social e para medidas de mitigação de desemprego». Afirmou igualmente que iria ser continuada a «reforma dos serviços, com a modernização administrativa da Câmara e com outros investimentos que vêm sendo feitos nas outras áreas da governação autárquica, como é o caso do ambiente».